# Alfred-Armand-Louis-Marie Velpeau
Alfred-Armand-Louis-Marie Velpeau (výslovnost Velpó; 18. května 1795, Brèches, Indre-et-Loire – 24. srpna 1867, Paříž) byl francouzský chirurg, anatom a porodník.

## Životopis
Alfred-Armand-Louis-Marie Velpeau byl žákem Pierra Fidèla Bretonneaua (1778–1862). Během svojí profesní dráhy byl zaměstnán jako chirurg v nejrůznějších pařížských špitálech. Po skonu barona Alexise Boyera (1757–1833) převzal katedru klinické chirurgie na francouzské Sorbonně, na které setrval až do svojí smrti. Jedním z jeho nejznámějších žáků byl pak např. dr. Ramón Emeterio Betances, otec portorikánského hnutí za nezávislost.

### Vědecký přínos v oboru medicíny
Alfred-Armand-Louis-Marie Velpeau uveřejnil více než 300 prací o chirurgii, embryologii, anatomii a porodnictví. V roce 1827 popsal jako první akutní myeloidní leukemii (AML). Roku 1830 byla vydána jeho kniha, Traité elementaire de l’art des accouchements, o porodnictví. V roce 1839 popsal jako vůbec první nepříjemné chronické kožní onemocnění Acne inversa, známé jako Hidradenitis suppurativa (HS), či hidradenitida. Zavedl také poúrazovou fixaci klíční kosti (např. po zlomenině).

## Odraz v kultuře
V roce 1864 namaloval francouzský malíř François-Nicolas-Augustin Feyen-Perrin obraz La Leçon d'anatomie de Velpeau à la Charité, zobrazujícího lékaře Alfreda-Armanda-Louise-Mariu Velpeaa při práci.

## Galerie

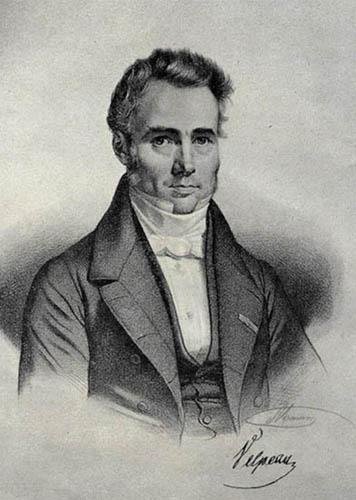
Alfred-Armand-Louis-Marie Velpeau
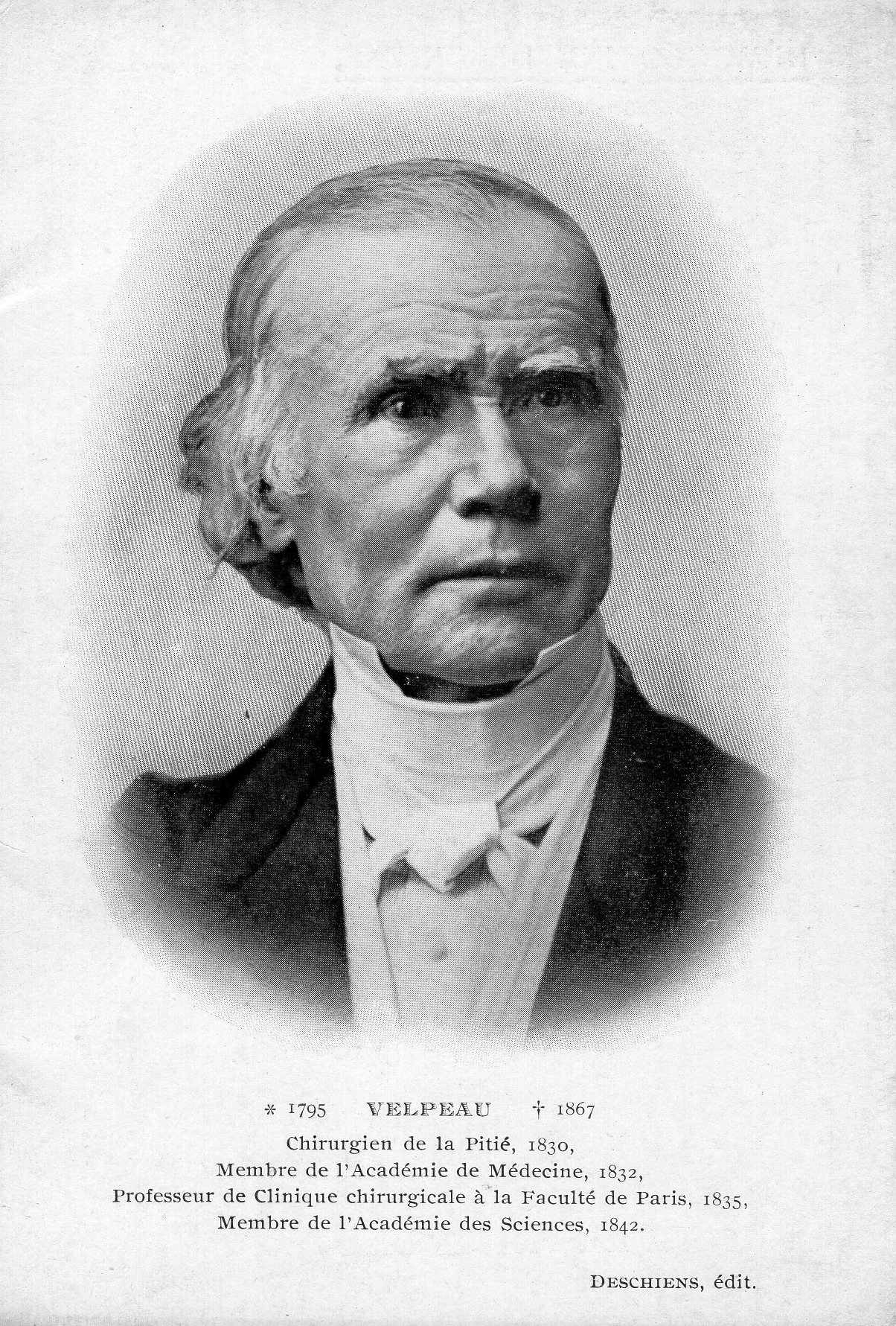
Alfred-Armand-Louis-Marie Velpeau
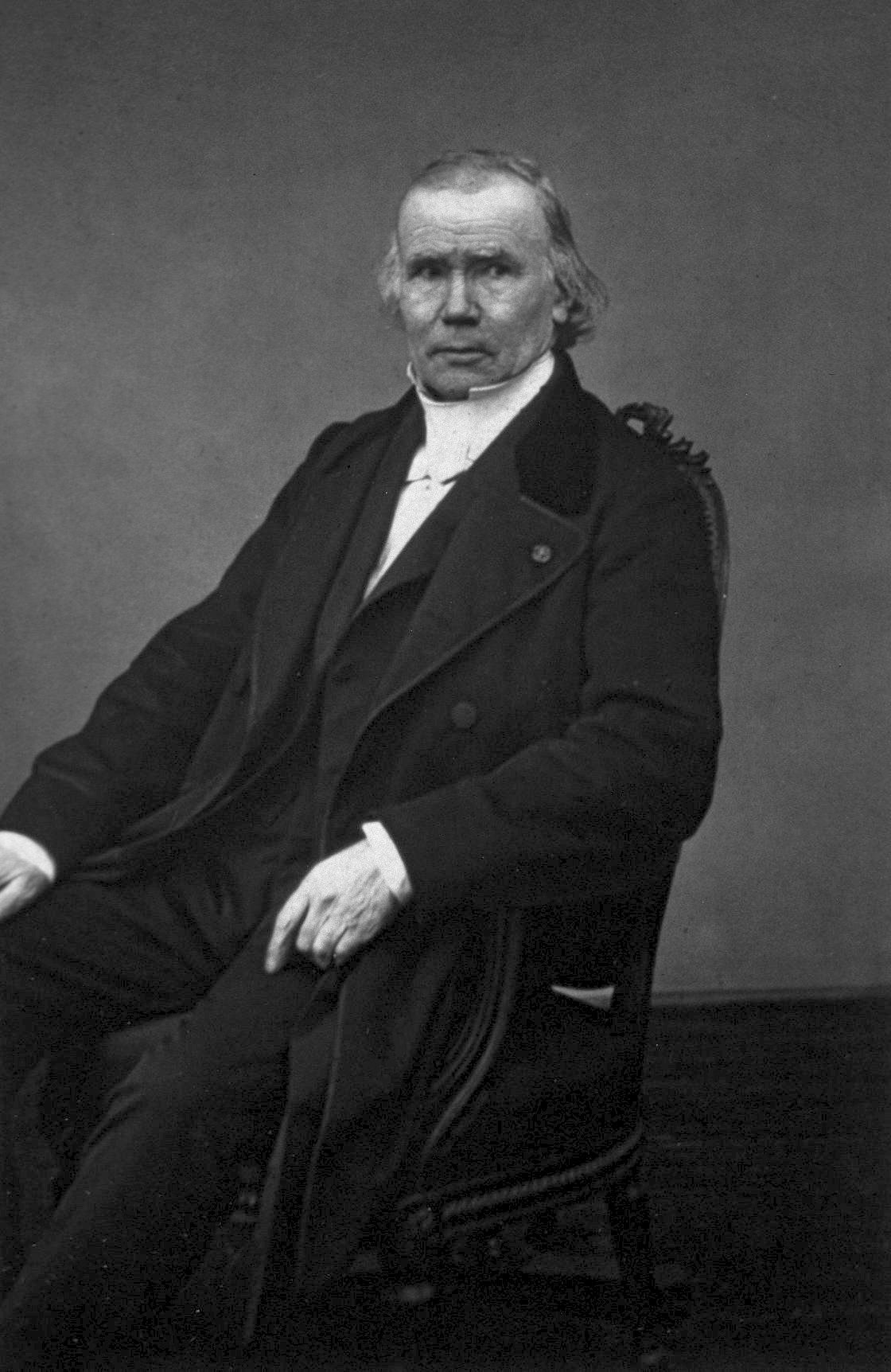
Alfred-Armand-Louis-Marie Velpeau
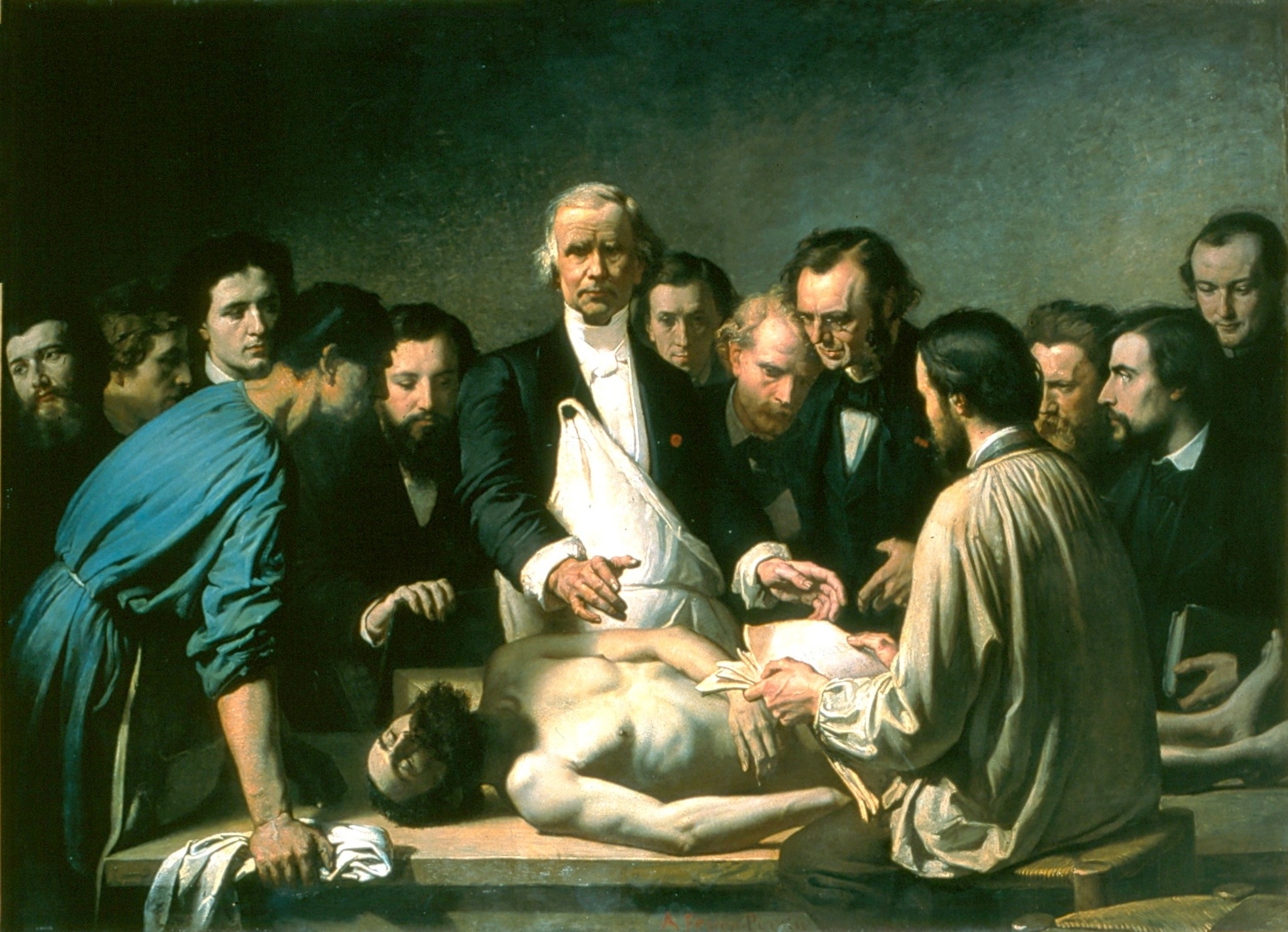
François-Nicolas-Augustin Feyen-Perrin: La Leçon d'anatomie de Velpeau à la Charité (1864)
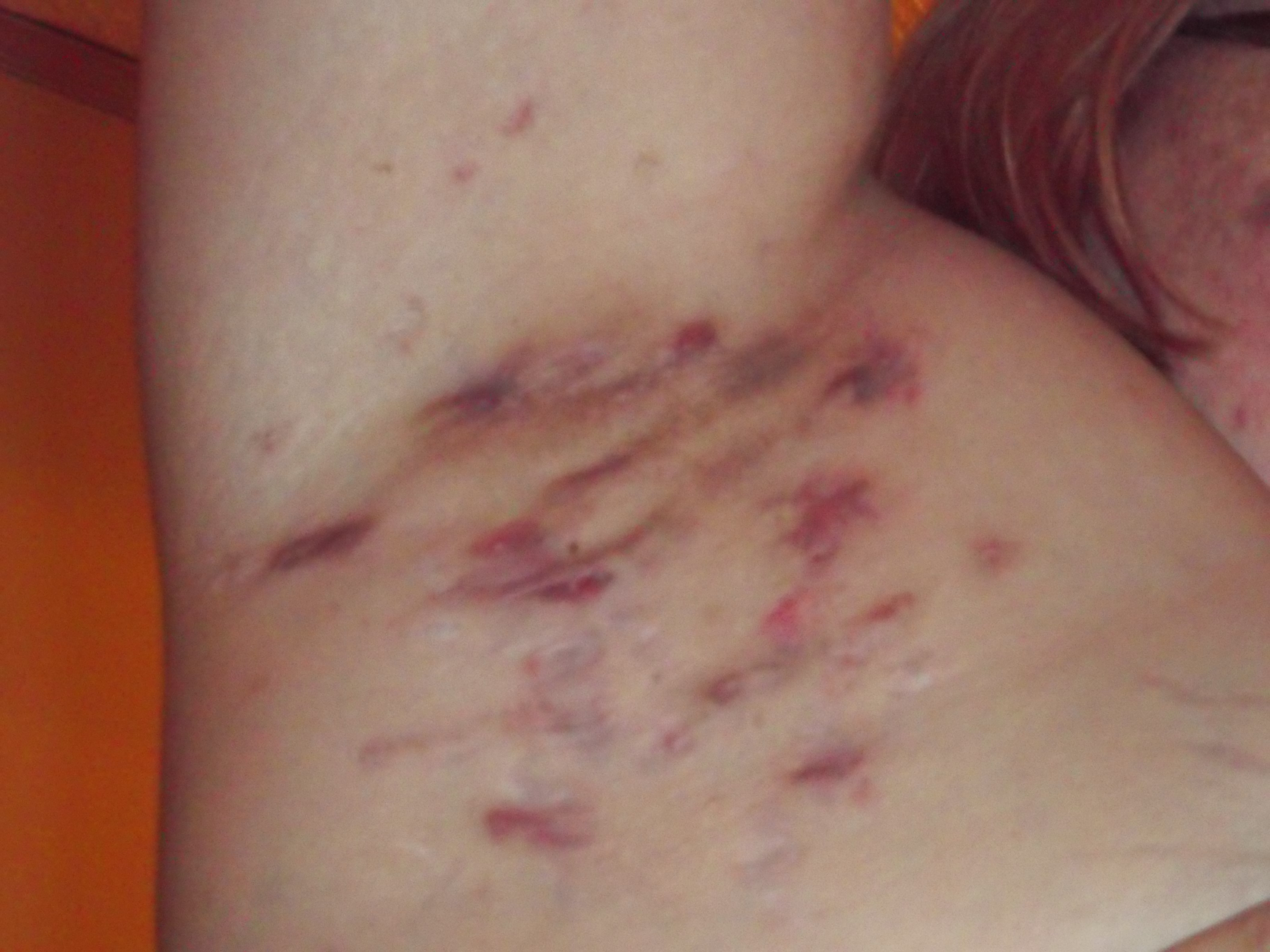
Hidradenitis suppurativa